# Monchy-Saint-Éloi
Monchy-Saint-Éloi település Franciaországban, Oise megyében. Lakosainak száma 2161 fő (2022. január 1.). Monchy-Saint-Éloi Mogneville, Angicourt, Cauffry, Laigneville, Nogent-sur-Oise és Villers-Saint-Paul községekkel határos.

## Népesség
A település népességének változása:
| Lakosok száma | 2128 | 2164 | 2202 | 2214 | 2197 | 2181 | 2164 | 2160 | 2161 |
|               | 2013 | 2015 | 2016 | 2017 | 2018 | 2019 | 2020 | 2021 | 2022 |